# Hermann Bauer (Pfarrer)

Hermann Bauer

Hermann Bauer (* 19. September 1814 in Mergentheim; † 18. Mai 1872 in Weinsberg) war ein deutscher protestantischer Pfarrer und württembergischer Heimatforscher im 19. Jahrhundert.

## Leben
Hermann Bauer besuchte das Hohenlohesche Landesgymnasium in Öhringen und die Klosterschule in Schöntal. Danach studierte er Evangelische Theologie am Evangelischen Stift Tübingen. Dort war er 1832 Mitglied der Feuerreiter  und wurde als Burschenschafter und Demagoge wegen Teilnahme an einer verbotenen Verbindung nach zweiwöchiger Untersuchungshaft zu zwei Jahren Zuchthaus verurteilt. 1837 machte er in Tübingen sein Examen.
Er ist im Schwarzen Buch der Frankfurter Bundeszentralbehörde (Eintrag Nr. 65) vermerkt.
Bauer war zunächst ab 1847 Diakon in Aalen, danach ab 1854 Pfarrer in Künzelsau. Von 1864 bis 1872 war er Dekan des Kirchenbezirks Weinsberg.
Gemeinsam mit anderen gründete er 1847 den noch bestehenden Historischen Verein für Württembergisch Franken. Bauer veröffentlichte in der Vereinszeitschrift (und weiteren landesgeschichtlichen Zeitschriften) eine Vielzahl von Beiträgen, die sich überwiegend der Genealogie mittelalterlicher Adelsfamilien widmeten. Er bearbeitete die historischen Teile mehrerer Oberamtsbeschreibungen (Aalen, Gmünd und andere).

## Familie
Vater von Hermann Bauer ist Christian Friedrich Bauer (* 15. April 1776; † 20. Februar 1838). Dieser war Oberamtsarzt und besichtigte als einer der Ersten am 13. Oktober 1826 zusammen mit dem Schultheiß und den Stadträten die wiederentdeckten Heilquellen in Bad Mergentheim.
Hermann Bauer heiratete in Schorndorf am 15. Mai 1841 Sophie Friederike Faber (* 30. August 1819; † 12. Mai 1884 in Cannstatt). Der Ehe entstammten sechs Töchter und ein Sohn (Max Bauer).

## Veröffentlichungen (Auswahl)
- Geschichte und Beschreibung der ehemaligen freien Reichsstadt Aalen. 1852, Neuauflage 1884, Nachdruck 1981.